# Leben Johannes des Täufers (Le Croisty)

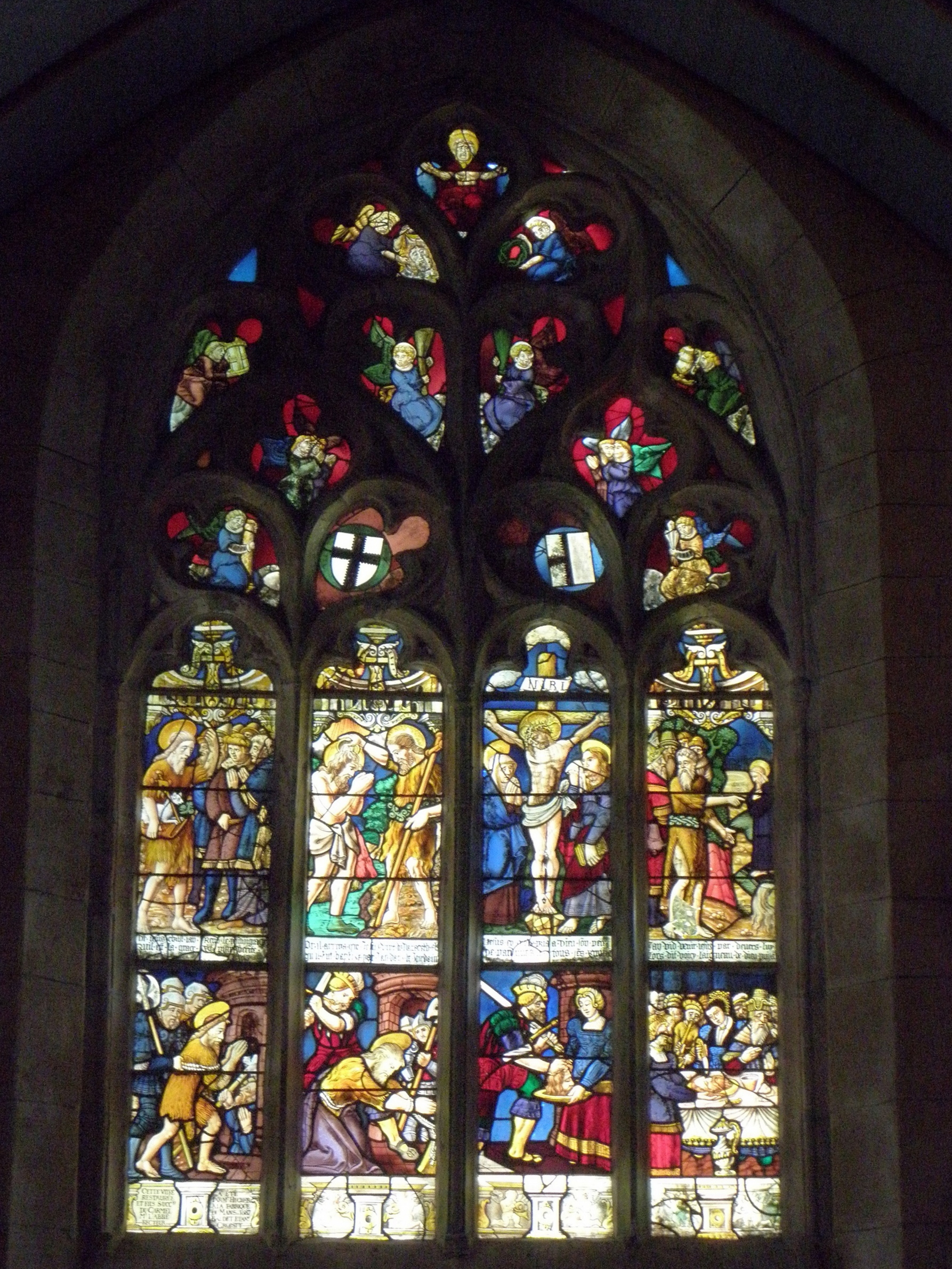
Fenster Leben Johannes des Täufers in Le Croisty

Das Fenster Leben Johannes des Täufers in der katholischen Kirche St-Jean-Baptiste in Le Croisty, einer französischen Gemeinde im Département Morbihan in der Region Bretagne, wurde im 16. Jahrhundert geschaffen. Das Bleiglasfenster wurde 1912 als Monument historique in die Liste der geschützten Objekte (Base Palissy) in Frankreich aufgenommen.
Das zentrale Fenster (Nr. 0) im Chor wurde von einer unbekannten Werkstatt geschaffen. Es zeigt das Leben des Johannes des Täufers.
Im Jahr 1887 wurde das Fenster restauriert und ergänzt vom Atelier Hucher. 1960 erfolgte durch das Atelier Uzureau in Nantes eine weitere Restaurierung. Die letzte Restaurierung erfolgte 2015 durch das Atelier Le Bihan Vitraux.

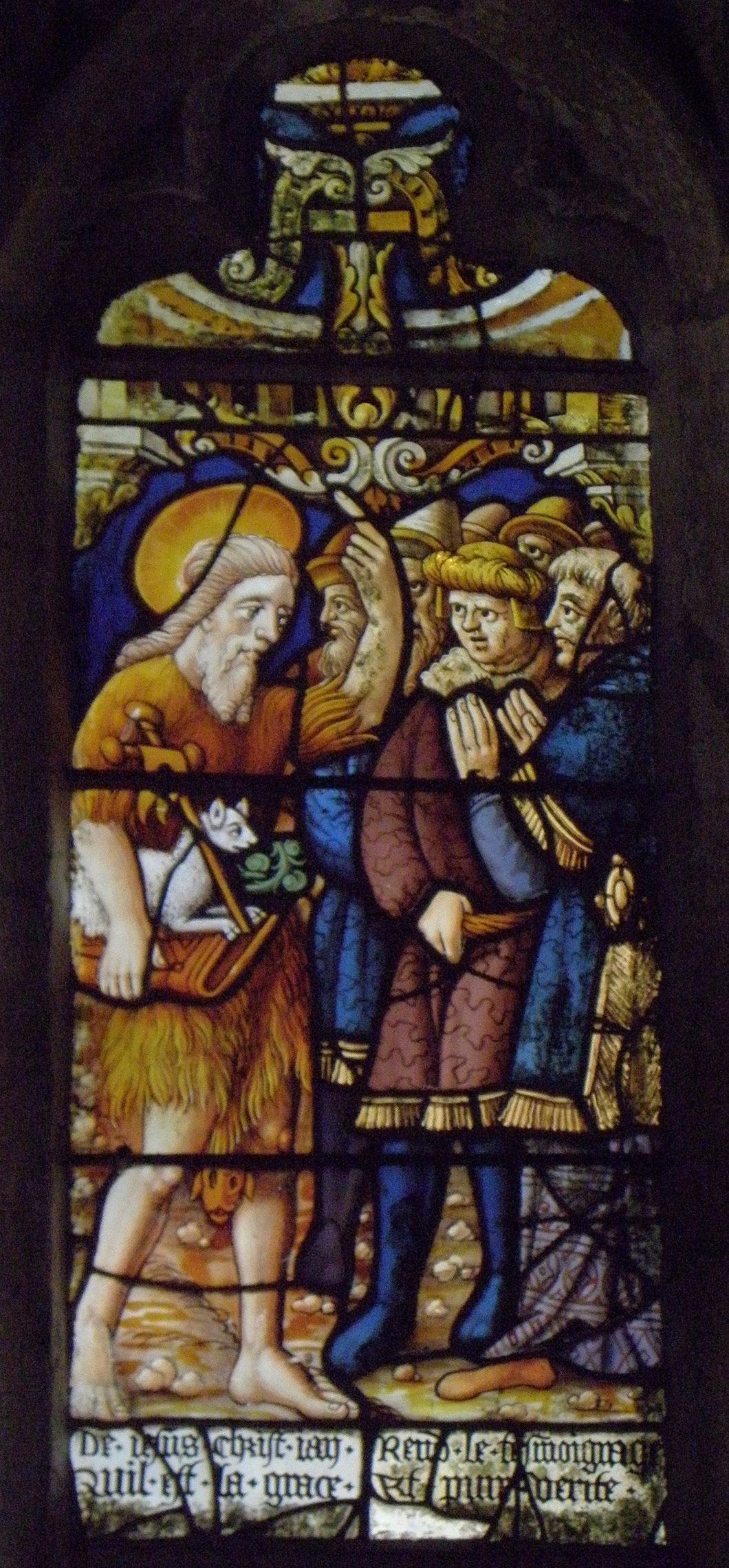
Predigt Johannes des Täufers
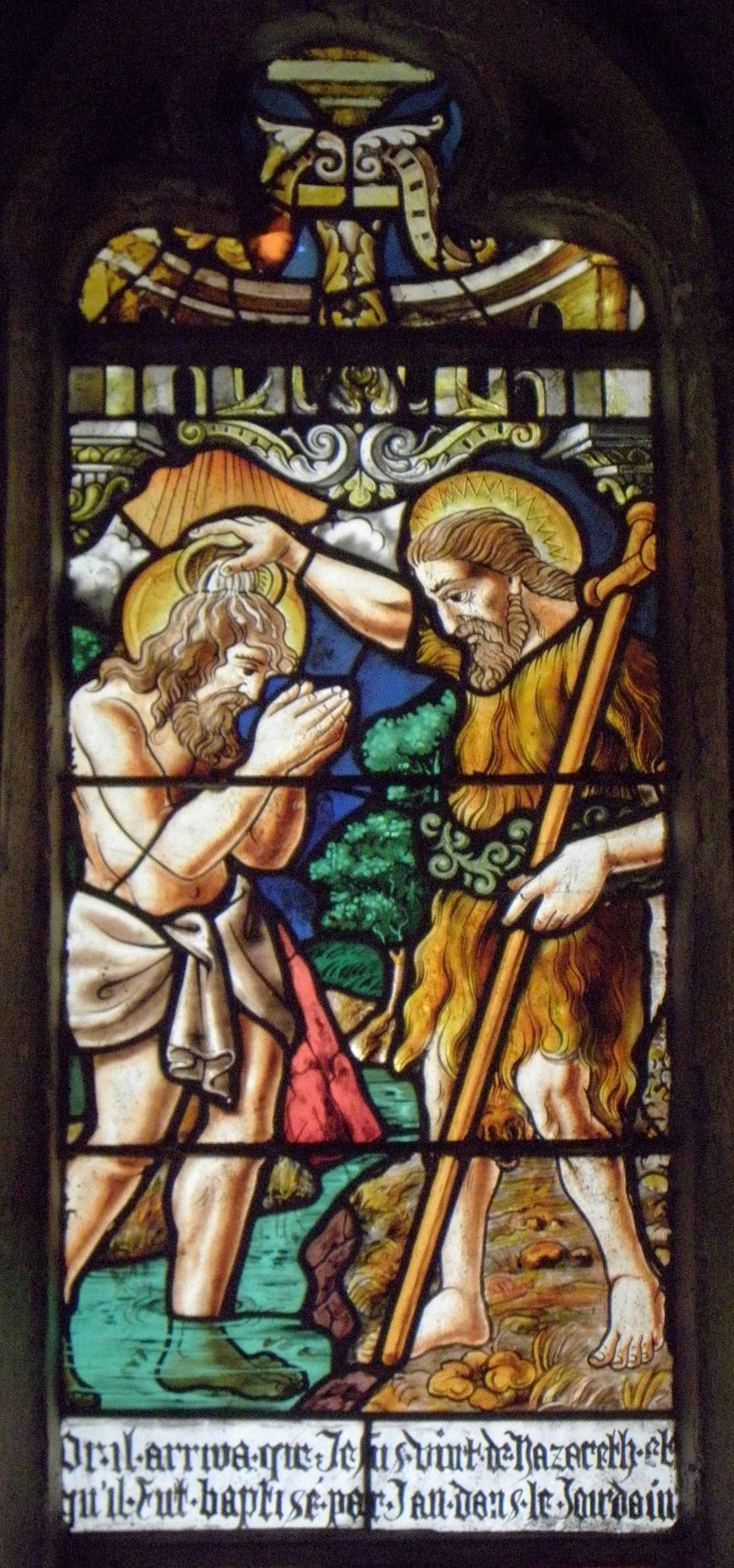
Taufe Jesu
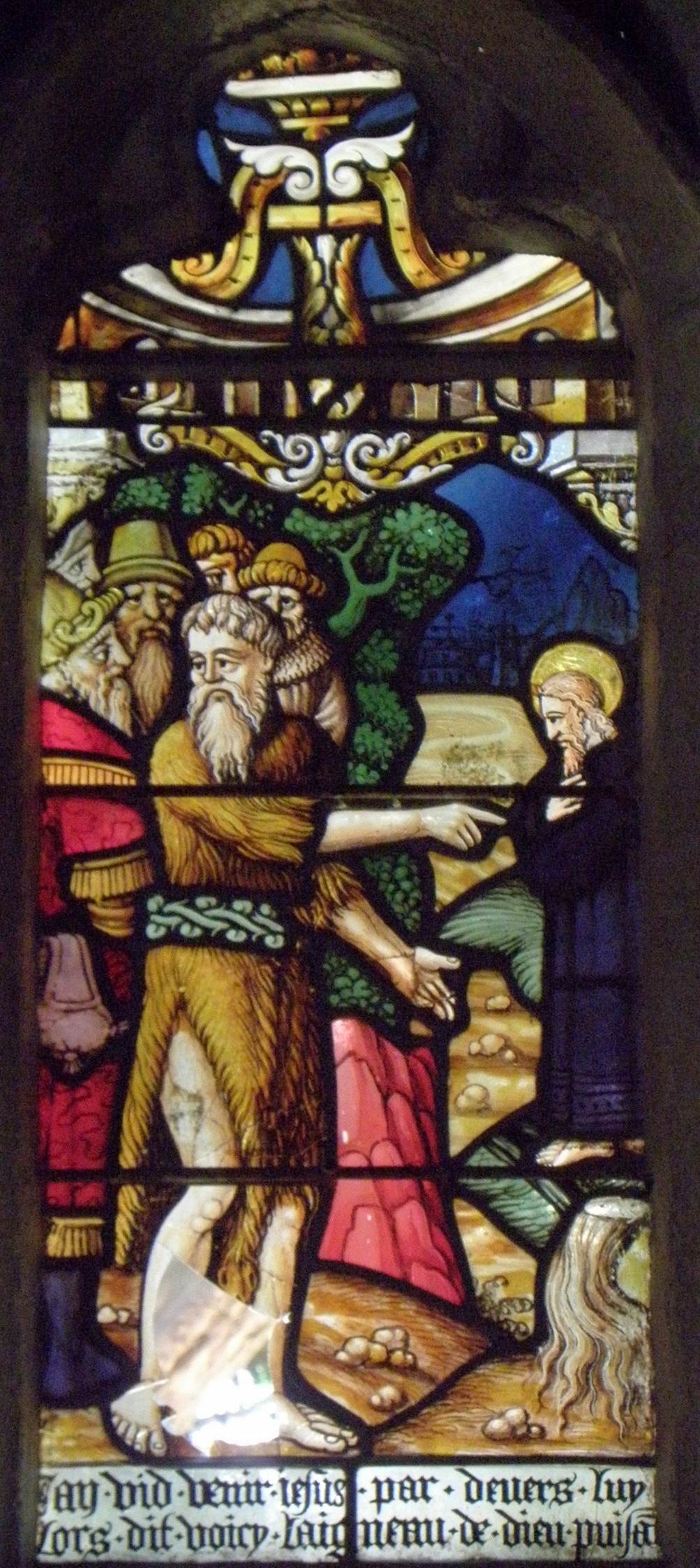
Johannes verweist auf Jesus
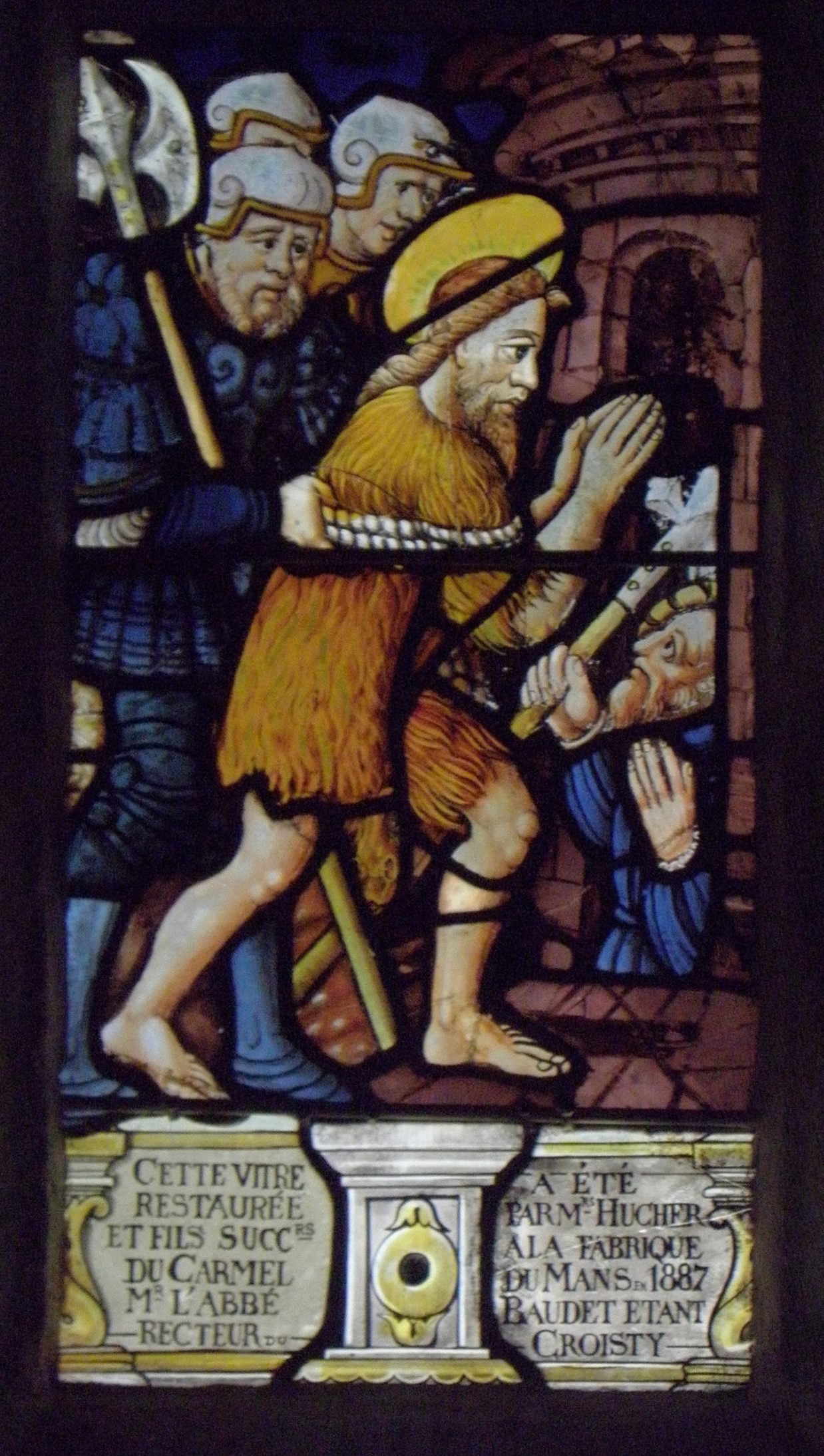
Johannes wird gefangen genommen
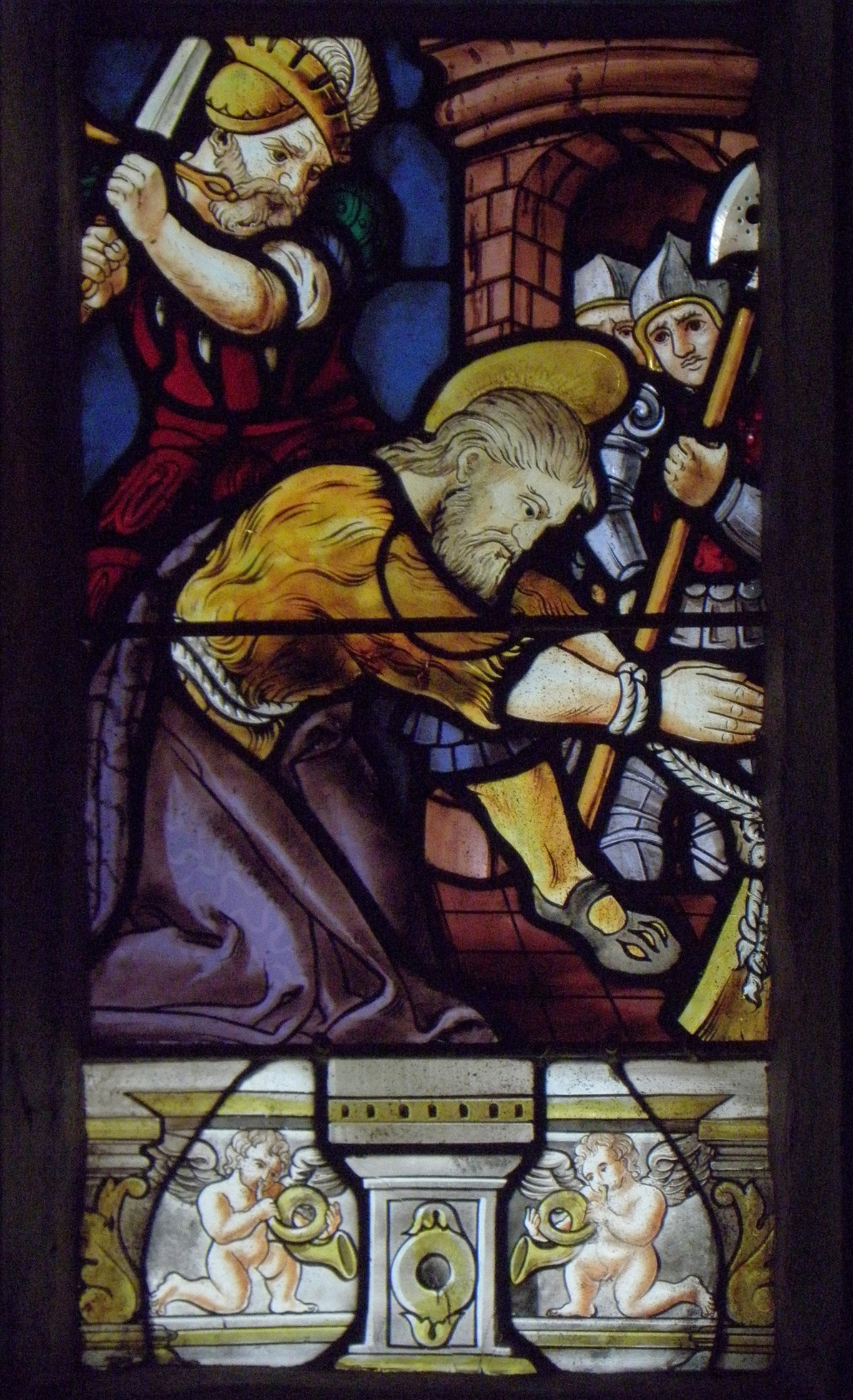
Enthauptung des Johannes
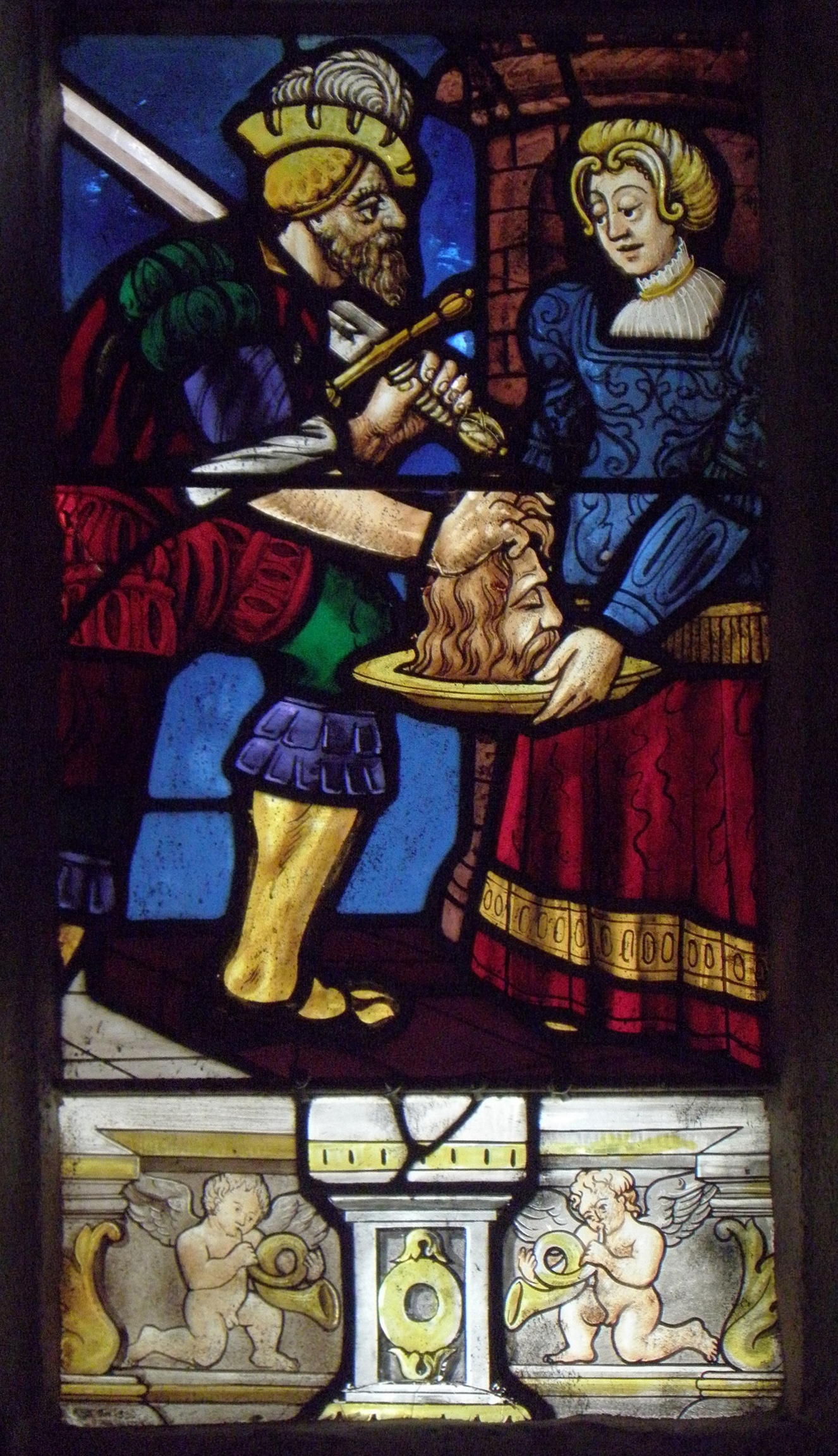
Das Haupt des Johannes wird Salome übergeben
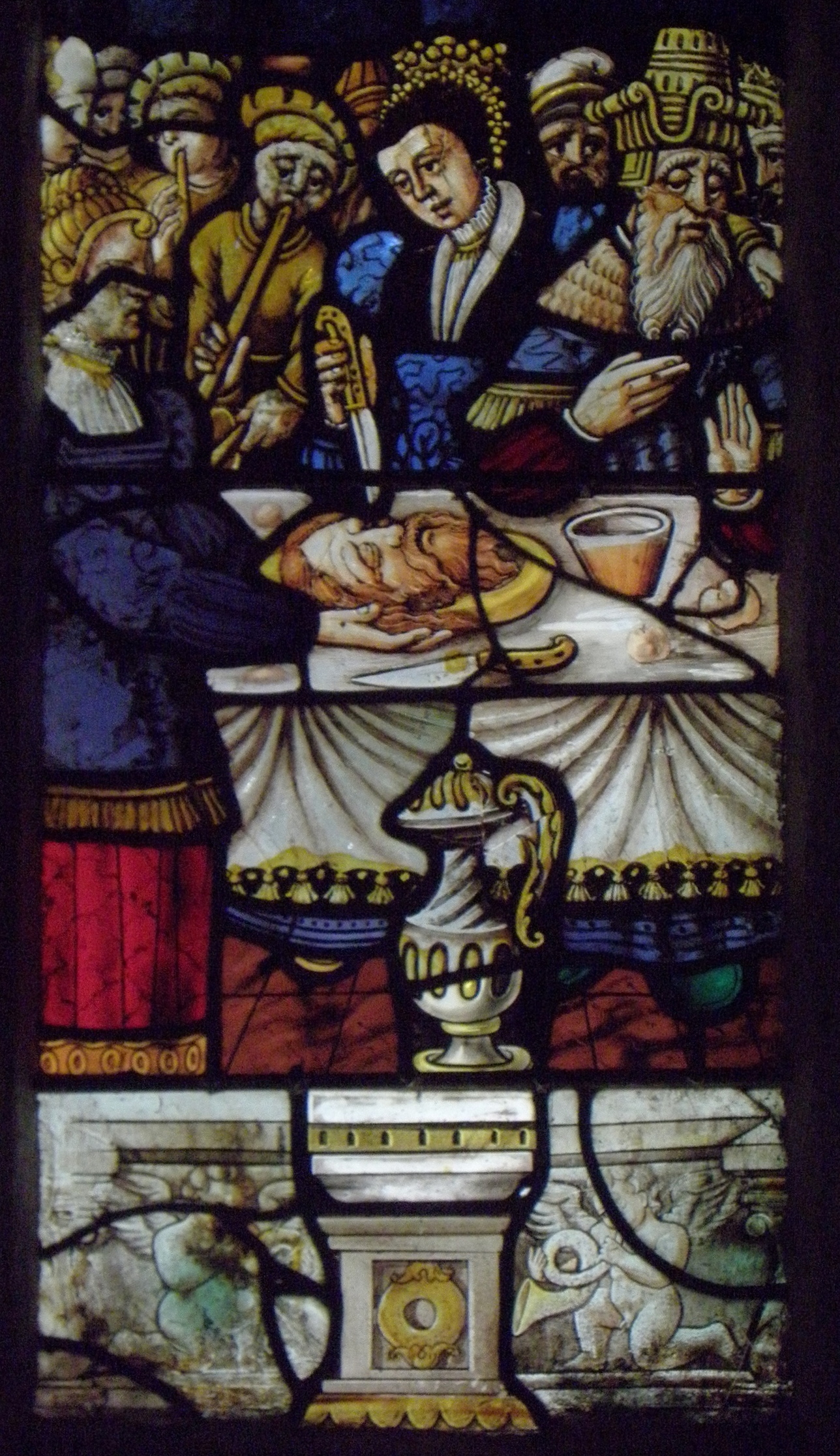
Fest des Herodias
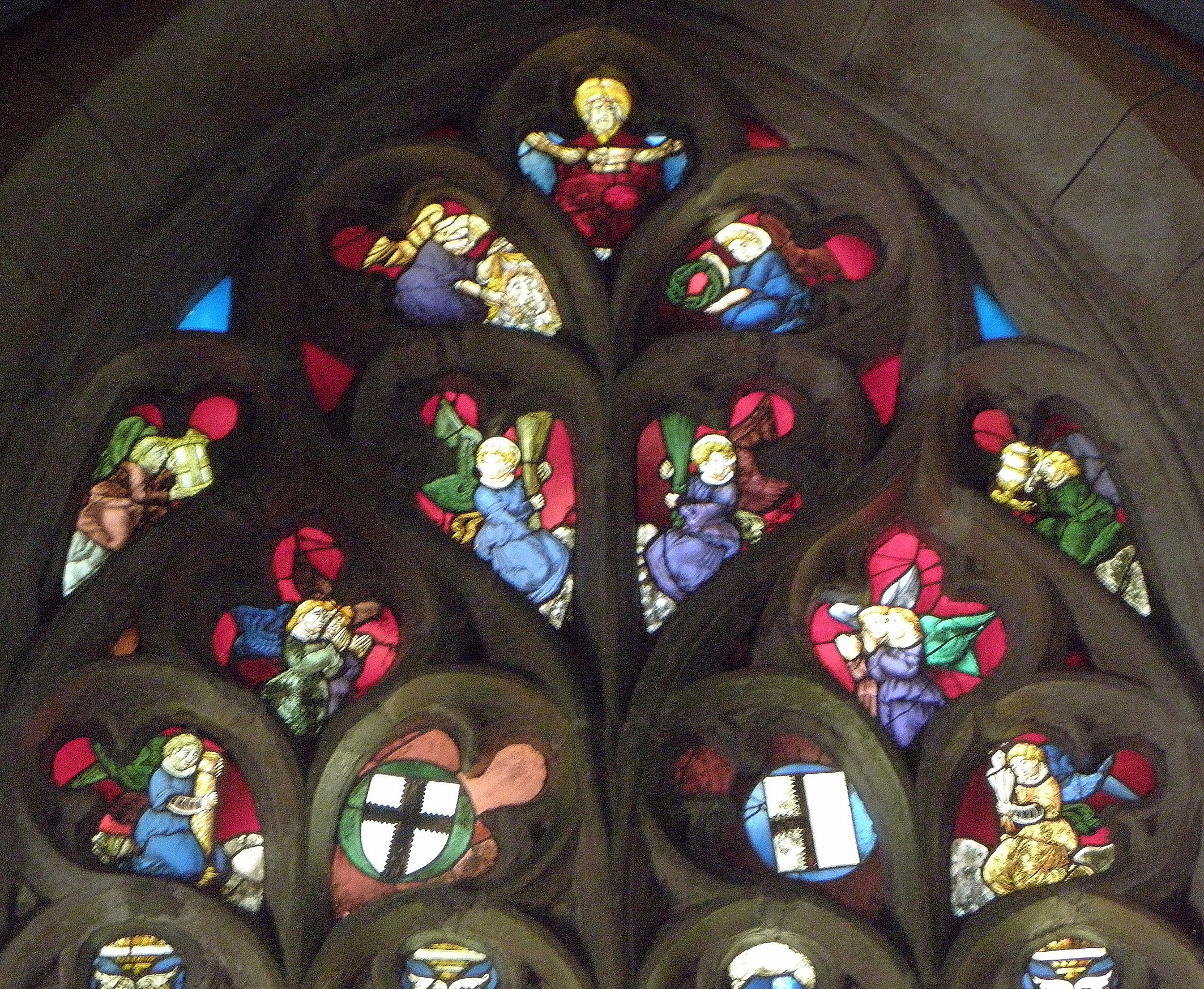
Maßwerk mit Gottvater, Wappen und Engeln mit den Arma Christi